# بک سو یی
بک سو یی (کره‌ای: 백서이؛ زادهٔ ۳ اوت ۱۹۹۲) بازیگر اهل کره جنوبی است.

## حرفه
بک سو یی با آژانس کیوب انترتینمنت قرارداد امضا کرده‌است.

## فیلم‌شناسی

### فیلم
| سال  | عنوان       | نقش                      | توضیحات      | منابع |
| ---- | ----------- | ------------------------ | ------------ | ----- |
| ۲۰۱۶ | فمیلی هود   | دوست کانگ جی هون در کلاب | حضور افتخاری | [ ۳ ] |
| ۲۰۱۸ | کلیدهای قلب | کارمند رستوران           | حضور افتخاری | [ ۳ ] |

### مجموعه تلویزیونی
| سال  | عنوان                | نقش             | توضیحات                   | منابع |
| ---- | -------------------- | --------------- | ------------------------- | ----- |
| ۲۰۱۶ | هی روح، بیا بجنگیم   | ایم سو یون      |                           | [ ۴ ] |
| ۲۰۱۶ | گلدن پانچ            | کوم سه نا       |                           | [ ۵ ] |
| ۲۰۱۷ | زندگی طلایی من       | یون هاجون       |                           | [ ۶ ] |
| ۲۰۱۸ | شماره شش             | مین جو          |                           | [ ۷ ] |
| ۲۰۱۹ | لحظه‌ای در هجده سالگی |                 |                           | [ ۳ ] |
| ۲۰۱۹ | بوتیک مخفی           | کارمند جی-بوتیک | حضور افتخاری              | [ ۳ ] |
| ۲۰۱۹ | روح را بگیر          | ما هه جین       | حضور افتخاری (قسمت ۴–۵)   | [ ۸ ] |
| ۲۰۲۰ | فرا تر از دوستان     | هوانگ جی هیون   | حضور افتخاری (قسمت ۱ و ۴) | [ ۹ ] |

### موزیک ویدئو
| سال  | عنوان آهنگ                             | آرتیست                | منابع  |
| ---- | -------------------------------------- | --------------------- | ------ |
| ۲۰۱۶ | «کاخ زمستانی» (겨울궁전)               | گلو ناین (글로우나인) | [ ۱۰ ] |
| ۲۰۱۹ | «پیاده‌روی برای خداحافظی» (이별을 걷다) | هوانگ چی یول          | [ ۱۱ ] |
| ۲۰۱۹ | «Phocha" (포장마차)                    | هوانگ این ووک         | [ ۱۲ ] |
| ۲۰۱۹ | «نوشیدن غم‌انگیز» (이별주)              | هوانگ این ووک         | [ ۱۳ ] |

## جوایز و نامزدی‌ها
| مراسم جوایز             | سال  | دسته             | نامزد / اثر | نتیجه | منابع  |
| ----------------------- | ---- | ---------------- | ----------- | ----- | ------ |
| فستیوال فیلم وب‌فست سئول | ۲۰۱۹ | بهترین بازیگر زن | شماره شش    | برنده | [ ۱۴ ] |